# جنلوجی (گروه موسیقی)
جنلوجی (به انگلیسی: Genealogy) گروه موسیقی ارمنستانی است.
آن‌ها در مسابقه آواز یوروویژن ۲۰۱۵ نماینده ارمنستان بودند.

## اعضاء

| قاره        | کشور                | هنرمند                | تاریخ تولد    | تاریخ اعلان   |
| ----------- | ------------------- | --------------------- | ------------- | ------------- |
| آفریقا      | اتیوپی              | واهه تیلبیان          | ۱۷ فوریه ۱۹۸۰ | ۲۳ فوریه ۲۰۱۵ |
| قاره آمریکا | ایالات متحده آمریکا | تامار کاپرلیان        | ۲۸ اکتبر ۱۹۸۶ | ۲۰ فوریه ۲۰۱۵ |
| آسیا        | ژاپن                | استفانی (خواننده)     | ۵ اوت ۱۹۸۷    | ۲۷ فوریه ۲۰۱۵ |
| اروپا       | فرانسه              | یسایی آلتونیان        | ۵ نوامبر ۱۹۸۰ | ۱۶ فوریه ۲۰۱۵ |
| اقیانوسیه   | استرالیا            | مری-جین اودهرتی       | ۲ آوریل ۱۹۸۲  | ۳ مارس ۲۰۱۵   |
| ارمنستان    | ارمنستان            | اینگا و آنوش آرشاکیان | ۱۸ مارس ۱۹۸۲  | ۱۲ مارس ۲۰۱۵  |